# ライダーヒロシマ
『ライダーヒロシマ』（らいだーひろしま）は、1997年の、日本の自主制作映画。

## 概要
広島県の自主制作映画製作上映団体である「BOX MAN FILM」が製作した8ミリフィルムによる自主製作映画。監督は奥一浩。
広島ヒロシという若者が「正義と平和の思想改造人間」ライダーヒロシマとなって、「千羽鶴放火男」や、歴史修正主義者のロリシカ軍退役軍人などと対決するという特撮ヒーローのパロディ自主映画。
1997年に広島市で開催された第36回日本SF大会（あきこん）をはじめとして、全国各地のSF大会系のイベントで上映されたほか、2005年には広島市で開催されたヒロシマ平和映画祭で、各種の反戦・反核映画とともに上映されている。